# Le Spectre maudit

Le Spectre maudit (The Black Torment) est un film britannique réalisé par Robert Hartford-Davis, sorti en 1964.

## Synopsis
Sir Richard tout nouvellement marié revient dans sa demeure après avoir passé 3 mois à Londres. Sitôt dans son domaine il apprend qu'une jeune fille violée l'a désigné comme étant l'assassin juste avant de mourir. Des événements de plus en plus étranges surviennent, comme un spectre dans la nuit, une fenêtre fermée qui s'ouvre toute seule et qui claque au vent, ou un sellier qui vient livrer une commande que Sir Richard n'a jamais passée ou encore un cheval dont on lui dit qu'il doit se reposer alors que personne ne l'a monté. Une nuit Sir Richard voit de nouveau le spectre, tente de le rattraper, et aperçoit son cheval préféré, il le monte mais la bête s'emballe. 
La folie semble le gagner. Un jour il part devant témoin chez l'officier de police alors que son majordome est en train de parler avec lui dans une autre pièce, et alors que tout le monde essaie de démêler cette affaire, la chaise roulante du père de Richard dévale l'escalier vide, alors que l'on retrouve son corps pendu et son visage barbouillé d'encre.
C'est sa femme Lady Elisabeth qui en tirant sur son mari qui tentait de la tuer, mettra fin à l'énigme.

## Fiche technique
- Titre : Le Spectre maudit
- Titre original : The Black Torment
- Réalisation : Robert Hartford-Davis
- Scénario : Derek Ford et Donald Ford
- Production : Robert Hartford-Davis, Michael Klinger, Tony Tenser et Robert Sterne
- Sociétés de production : Compton Films et Tekli British Productions
- Musique : Robert Richards
- Photographie : Peter Newbrook
- Montage : Alastair McIntyre
- Direction artistique : Allan Harris
- Costumes : Bermans
- Pays d'origine :  Royaume-Uni
- Format : Couleurs - 1,66:1 - Mono - 35 mm
- Genre : Horreur
- Durée : 82 minutes
- Date de sortie : 1964 (Royaume-Uni)

## Distribution
- Heather Sears (VF : Arlette Thomas) : Lady Elizabeth Fordyke
- John Turner (VF : Gabriel Cattand) : Sir Richard Fordyke
- Ann Lynn (en) : Diane
- Peter Arne (VF : Raymond Loyer) : Seymour
- Norman Bird (VF : Georges Riquier) : Harris
- Raymond Huntley (VF : Louis Arbessier) : le colonel Wentworth
- Annette Whiteley : Mary
- Francis De Wolff (VF : Paul Bonifas) : Black John
- Joseph Tomelty : Sir Giles
- Patrick Troughton (VF : Fernand Fabre) : Stable Hand
- Roger Croucher (VF : Serge Lhorca) : l'apprenti
- Charles Houston (VF : Marc Cassot) : Jenkins
- Derek Newark : le cocher
- Kathy McDonald : Kate
- Edina Ronay : Lucy Judd

## Autour du film
- Le Spectre maudit marque la première production du studio Compton Films, qui produira par la suite Répulsion et Cul-de-sac, de Roman Polanski, Sherlock Holmes contre Jack l'Éventreur, de James Hill, ou encore, La Vie privée de Sherlock Holmes, de Billy Wilder[1].